# Eva Joly
Pour les articles homonymes, voir Joly.
Eva Joly, née Gro Eva Farseth le 5 décembre 1943 à Oslo en Norvège, est une magistrate franco-norvégienne, devenue femme politique en France. Elle est députée européenne (groupe Verts-ALE) de 2009 à 2019.
Nommée juge d'instruction au pôle financier du palais de justice de Paris en 1990, elle se fait connaître en instruisant des dossiers politico-financiers médiatisés, tels que des affaires concernant Bernard Tapie et l'entreprise Elf.
En 2009, elle est élue députée européenne dans la circonscription Île-de-France, sur la liste Europe Écologie. Elle est candidate d'Europe Écologie Les Verts à l'élection présidentielle de 2012 où elle recueille 2,31 % des voix. Elle est ensuite réélue au Parlement européen en 2014.
Depuis 2015, elle exerce comme avocate au barreau de Paris.

## Jeunesse et formation
Gro Eva Farseth naît le 5 décembre 1943 à Motzfeldts gate (rue Motzfeldt), dans un quartier modeste d'Oslo, dans une famille d'origine rurale.
Elle passe une partie de son enfance dans le quartier ouvrier de Grünerløkka (blanchisseries, boulangeries, meuneries, voileries, etc.), à Oslo, et en fréquente les écoles.
À 18 ans, après avoir fini troisième au concours de Miss Norvège, elle quitte son pays natal avant d'exercer divers métiers : fille au pair, secrétaire aux Disques Barclay, dactylo, couturière à domicile.
En 1967, elle épouse un étudiant en médecine, Pascal Joly, le fils aîné de la famille où elle travaillait au pair, et cousin de Sylvie Joly, malgré l'opposition de ses futurs beaux-parents. C'est ainsi qu'elle obtient, à 24 ans, la nationalité française qui vient s'ajouter à sa nationalité norvégienne d'origine. Ils ont une fille, Caroline, qui deviendra avocate au Barreau de Paris, et un fils, Julien, devenu architecte. Tout en poursuivant des études de droit, Eva Joly gagne sa vie comme styliste en décoration d'intérieur. Quand son mari termine ses études de médecine, le couple s'installe à la campagne, à Bouray-sur-Juine, près d'Étampes. Eva Joly obtient une licence en droit et un DEA de sciences politiques au sein de l'université Panthéon-Assas, et devient conseillère juridique de l'hôpital psychiatrique d'Étampes.
En 1981, elle réussit un concours exceptionnel d'entrée à l'École nationale de la magistrature, et précise : « Il n'y avait pas d'épreuve de culture générale et cela me convenait ». La même année, alors âgée de 38 ans, elle est nommée substitut du procureur de la République au tribunal de grande instance d'Orléans.
En 1989, elle est détachée au comité interministériel de restructuration industrielle (CIRI), organisme rattaché au ministère de l'Économie et des Finances, qui épaule les entreprises en difficulté dans les zones sinistrées. Elle en devient la première secrétaire générale adjointe à ne pas sortir de l'École nationale d'administration (ENA). Elle est également auditrice de l'Institut des hautes études de Défense nationale, dont elle a suivi l'enseignement en 1996.

## Affaire Elf
Nommée en 1990 juge d'instruction au pôle financier du palais de justice de Paris, elle instruit des affaires en vue, comme celle de Bernard Tapie (article détaillé : affaire Tapie - Crédit lyonnais opposant Bernard Tapie au Crédit lyonnais et l'affaire du Phocéa opposant Bernard Tapie à l'administration fiscale), puis se voit confier le dossier Bidermann, qui conduit via Elf-Gabon à l'affaire Elf, qu'elle instruit avec Laurence Vichnievsky. Le 5 juillet 1996, Eva Joly fait incarcérer Loïk Le Floch-Prigent, ancien P-DG d'Elf Aquitaine et président en exercice de la SNCF.
Puis elle ouvre les dossiers de l'affaire des frégates de Taïwan et de l'affaire Dumas-Deviers-Joncour. En avril 1998, elle met en examen Roland Dumas, président du Conseil constitutionnel, qui est contraint à la démission. Déclaré coupable de recel d'abus de biens sociaux pour avoir profité d'une partie des fonds indûment versés par Elf à son ancienne maîtresse, Christine Deviers-Joncour, la 11e chambre du tribunal correctionnel de Paris le condamne le 30 mai 2001 à une peine de trente mois d'emprisonnement dont six fermes et à une amende d'un million de francs (152 000 euros). Le 29 janvier 2003, la 9e chambre des appels correctionnels de la cour de Paris infirme le jugement de première instance et prononce sa relaxe.
En 2001, en pleine affaire Elf, Eva Joly est très marquée psychologiquement par le suicide de son ex mari. La même année, elle est lauréate, pour le travail exceptionnel effectué dans cette affaire, du prix de l'intégrité décerné par l'ONG Transparency International.
En 2003, elle est l'une des initiatrices de la Déclaration de Paris avec l'ancien procureur de Genève Bernard Bertossa, le juge espagnol Baltasar Garzón, le juge italien Antonio Di Pietro et le Chilien Juan Guzmán Tapia, qui a inculpé Augusto Pinochet.

## Retour en Norvège
Après l'affaire Elf, Eva Joly souhaite s'éloigner de la France. Elle explique son départ en Norvège comme un véritable exil pour se mettre à l'abri : « J'ai quitté la France. Je suis partie parce que je ne voulais laisser à personne les moyens et le temps de se venger ».
En 2002, elle se met en disponibilité de la magistrature pour devenir conseillère du gouvernement norvégien dans la lutte contre la corruption et la délinquance financière internationale, déplorant au passage la complaisance en France pour les malversations financières.
Entre 2004 et 2006, pour le compte de l'Agence norvégienne de développement et de coopération, elle est conseillère du président de la République malgache, Marc Ravalomanana,.
En 2005, elle crée, avec l'appui du ministère des Affaires étrangères, le « Network », réseau privé de juges et d'enquêteurs engagés dans la lutte contre la corruption. Ses membres représentent notamment plusieurs pays en voie de développement auxquels le Network apporte non seulement un soutien psychologique et moral grâce aux échanges et réunions organisés régulièrement, mais aussi, à l'occasion, une aide matérielle, comme l'exfiltration d'un membre dont la sécurité serait menacée. Comme le disent certains membres du réseau, cette initiative unique et salutaire ne pourra réellement avoir un impact significatif que si une cour internationale est créée afin de poursuivre les criminels financiers, seule façon de faire appliquer les lois communes en vigueur.
Son nom est choisi par la promotion 2007 de l'École nationale de la magistrature. Dénonçant toujours la soumission de la magistrature au pouvoir politique, elle a critiqué le projet de Nicolas Sarkozy visant à dépénaliser le droit des affaires.

## Enquête sur la crise financière en Islande
En mars 2009, Eva Joly est appelée par le gouvernement islandais pour servir en tant que conseillère spéciale dans une enquête sur une possible criminalité financière qui aurait aggravé la crise financière dans le pays.
Elle rend un rapport de 2 000 pages en janvier 2010. La chanteuse islandaise Björk estime que cette mission a constitué un apport immense pour son pays.
Eva Joly renonce ensuite à ce poste, justifiant son départ par la préparation à la campagne présidentielle française de 2012, comme candidate du mouvement écologique Europe Écologie Les Verts.

## Engagement politique

### Proche du Mouvement démocrate
En 2007-2008, Eva Joly est proche du Mouvement démocrate et aurait, selon Nicolas Hulot, approché François Bayrou pour être tête de liste MoDem aux élections européennes, mais, ne recevant pas l'investiture souhaitée, elle n'aurait pas donné suite. Elle expliquera plus tard ce départ en jugeant que François Bayrou « n'a pas de programme ».

### Engagement écologiste

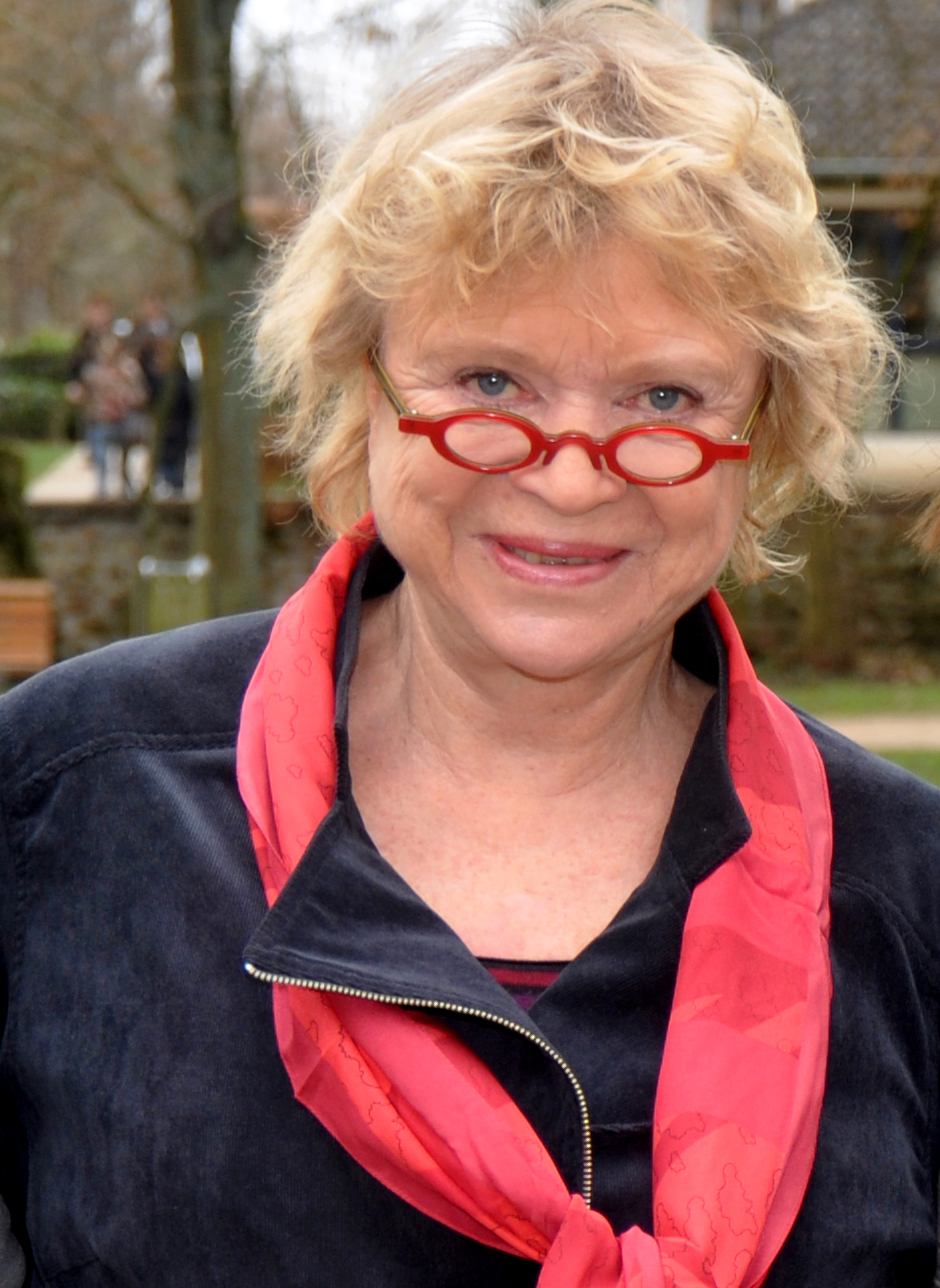
Eva Joly en 2012.

En octobre 2008, elle rejoint le rassemblement Europe Écologie, en deuxième position sur la liste des écologistes en Île-de-France en vue des élections européennes. La liste conduite par Daniel Cohn-Bendit recueille 20,86 % des voix, et elle est élue députée européenne, le 7 juin 2009.
Dès 2010, elle annonce son intention de se présenter sous les couleurs écologistes à l'élection présidentielle française de 2012,. Eva Joly est considérée comme la favorite de la primaire écologiste jusqu'à la déclaration de candidature de Nicolas Hulot.

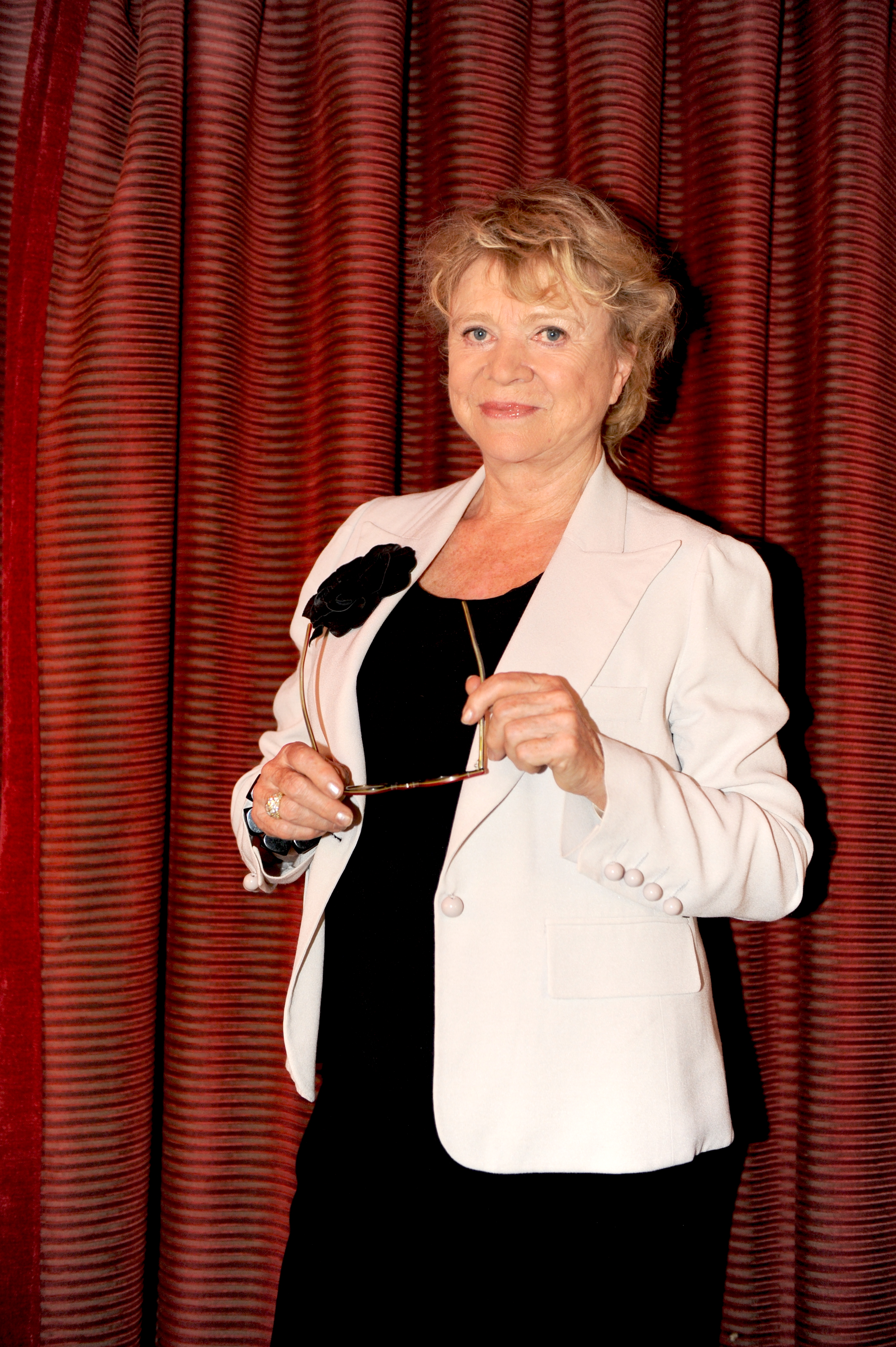
Eva Joly, le 14 avril 2011 à Paris.

Elle bénéficie du soutien de certains Verts de premier plan, mais pas de la direction. Elle arrive cependant en tête du premier tour, fin juin 2011, manquant de l'emporter à 63 voix près. Le 12 juillet 2011, elle est proclamée vainqueur de la primaire avec 58,16 % des voix face à Nicolas Hulot : Eva Joly devient ainsi la candidate officielle d'Europe Écologie Les Verts pour l'élection présidentielle de 2012.
À deux reprises, Eva Joly tient des propos remarqués sur DSK et le prix de l'humour politique lui est décerné pour sa formule « Je connais bien Dominique Strauss-Kahn : je l'ai mis en examen », qu'elle prononce en août 2010, alors que sa candidature à la présidentielle 2012 se précise et qu'on l'interroge sur ses rivaux socialistes potentiels.
En juin 2011, pendant les primaires écologistes et la campagne qui les précède, l'ancienne juge d'instruction fait ce commentaire sur l'ex-directeur du FMI, alors que l'affaire du Sofitel de New York est à la une des médias du monde entier : « C'est un homme ; il est riche, puissant et connu, face à une femme, faible, pauvre et inconnue. Il a perdu. ».
Le 21 mars 2012, elle obtient le prix Sophie de l'environnement et du développement durable pour son engagement dans la lutte contre les paradis fiscaux.

### Campagne pour l'élection présidentielle de 2012

Logo utilisé dans le cadre de sa campagne.

Deux jours après avoir été désignée pour représenter Europe Écologie Les Verts à cette élection, sa campagne provoque une polémique concernant sa première proposition de candidate : le remplacement du défilé militaire de la fête nationale sur les Champs-Élysées par un « défilé citoyen ».
Dans les mois qui suivent, elle fait d'autres propositions qui provoquent aussi des polémiques : par exemple, l'abandon du droit de véto et du siège de la France au Conseil de sécurité de l'Organisation des Nations unies, au profit d'un représentant européen unique et la création de deux jours fériés, un pour les juifs et un pour les musulmans, afin que « chaque religion ait un égal traitement dans l'espace public ».
Le 23 novembre 2011, en désaccord avec les virulentes critiques qu'elle adresse au Parti socialiste alors qu'Europe Écologie Les Verts avait signé avec eux un accord de gouvernement, Yannick Jadot, son porte-parole, démissionne de l'équipe qui dirige sa campagne.
Le 1er décembre 2011, la chronique dans laquelle Patrick Besson parodie l'accent norvégien de la candidate écologiste déclenche une vive polémique et une réponse d'Eva Joly, qui considère que ce billet est « une attaque raciste ».
Le 8 décembre 2011, l'ancienne magistrate est condamnée à une amende avec sursis pour avoir diffamé David Douillet.
Lors de la campagne, Eva Joly prend position sur ce qu'elle considère comme l'occupation et la colonisation du Tibet par la Chine, soutenant la demande d'une réelle autonomie par l'administration centrale tibétaine et se préoccupant de l'immolation de Tibétains depuis mars 2011. Elle cosigne avec Jean-Marc Brûlé et Élodie Bernard un article sur le Tibet publié par Mediapart et critique Jean-Luc Mélenchon qui soutient la Chine contre le Tibet.
Le 25 février 2012, Le Monde regroupe des analyses sur ses mauvais scores dans les sondages d'opinions et sur ses rapports difficiles avec les journalistes, d'où il ressort, entre autres, « qu'elle ne possèderait pas les codes nécessaires » pour mener une campagne électorale, qu'elle « manque de métier », que « les écologistes n'ont pas tranché certains problèmes, et c'est elle qui paie la facture ». Christophe Barbier conclut qu'« on a le droit de ne pas vouloir faire émerger des têtes, de ne pas jouer le jeu de la Ve République, mais alors on ne se plaint pas des journalistes, et on ne présente pas de candidat ».
Totalisant 2,31 % des voix (828 345 voix) au premier tour, Eva Joly termine sixième de cette élection présidentielle, loin derrière François Bayrou, devant Nicolas Dupont-Aignan, se trouvant ainsi à un niveau légèrement supérieur à celui de Dominique Voynet en 2007 (1,57 %) mais bien en dessous de celui de Noël Mamère en 2002 (5,25 %). Elle appelle, le soir même du premier tour, à voter pour François Hollande au second tour.

### Après-campagne de 2012
Dans le cadre de l’Organisation des Nations unies, pour la Mission d'assistance des Nations unies en Afghanistan (UNAMA), Eva Joly est nommée en juin 2012, comme l'une des trois membres internationaux d’un organe mixte d'experts anti-corruption  (en anglais : Independent Joint Anti-Corruption Monitoring and Evaluation Committee, MEC) en Afghanistan, composé de trois experts nationaux et de trois experts internationaux. Pour son travail au sein de cet organe d'experts des Nations unies, Eva Joly se déplace en Afghanistan au cours du mois de juillet et, en 2014, participait à la présentation du rapport et des recommandations du MEC au Gouvernement.
Le 23 août 2012, elle lance le laboratoire d'idées « #engagement » qui se veut une plate-forme d'échange d'idées.
Le 3 février 2014, elle se dit favorable à un départ d'ÉELV du gouvernement, estimant de celui-ci : « C'est un système libéral et orthodoxe, qui concentre les richesses entre peu de mains, et laisse les territoires et les quartiers difficiles tous seuls », alors que « Nous étions d'accord pour soutenir un gouvernement de gauche avec une politique de gauche : une politique pour les quartiers, contre le chômage. »,. Ce départ aura lieu en avril.
En décembre 2014, elle est condamnée pour diffamation pour des propos visant Christian Vanneste dans le cadre de la polémique sur la déportation des homosexuels en France. Ayant fait appel de cette décision, elle sera à nouveau condamnée le 15 octobre 2015 par la Cour d'appel de Paris à verser 800 euros d'amende pour diffamation, et à verser un euro de dommage-intérêts à Christian Vanneste.

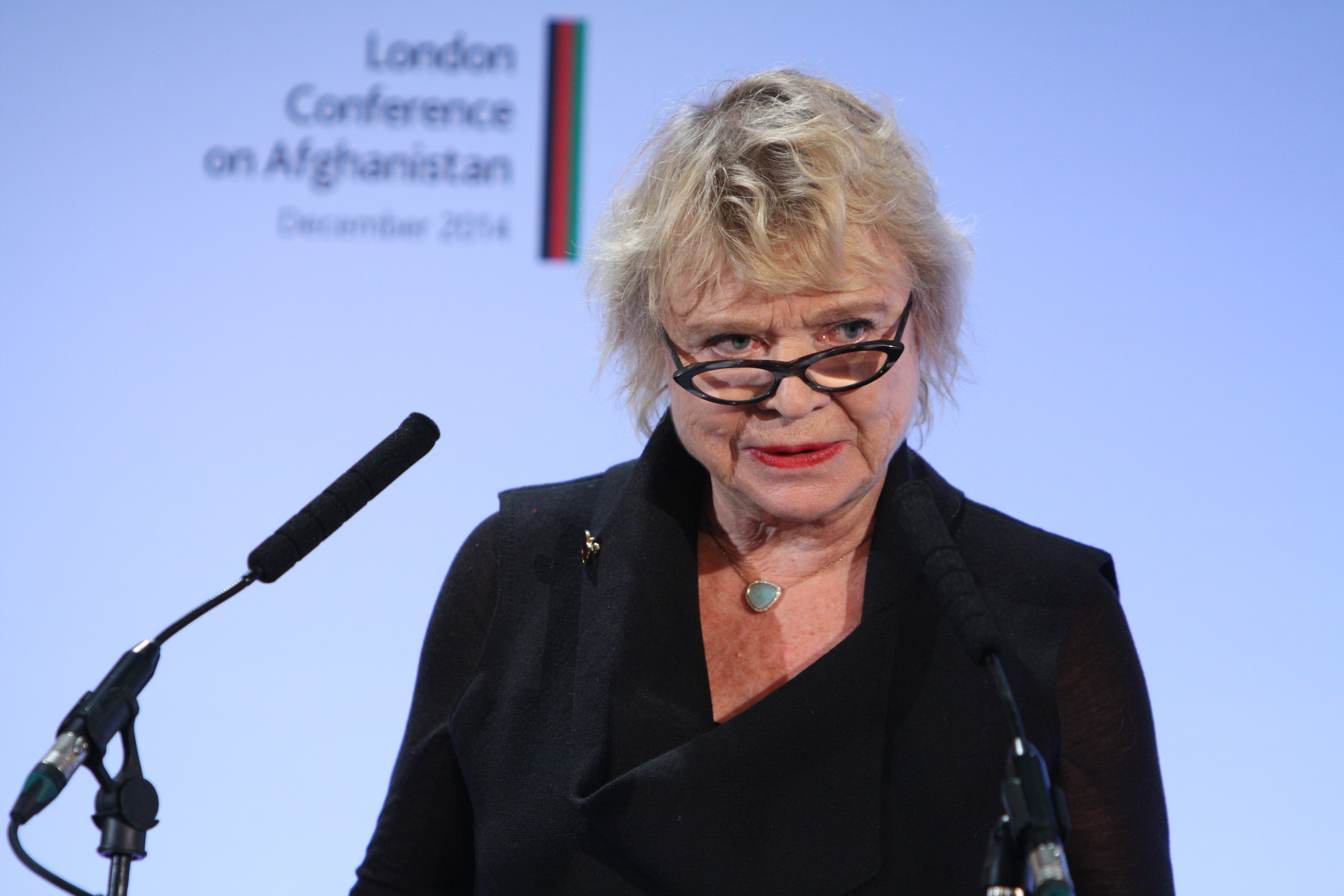
Eva Joly lors de la Conférence de Londres sur l'Afghanistan du 4 décembre 2014.

Également en décembre 2014, elle déclare vouloir devenir avocate. Elle se présente devant le Conseil de l'Ordre de Paris pour s'expliquer sur ses motivations et est inscrite à l'ordre en février 2015,. Elle défend notamment avec sa fille Caroline le « faucheur de chaises » Jon Palais, militant d'Action non-violente COP21 poursuivi par BNP Paribas pour avoir dénoncé son rôle dans l'évasion fiscale. Il est relaxé par le tribunal de Dax le 23 janvier 2017.
Le 30 novembre 2015, elle compte parmi les signataires de l'Appel des 58 : « Nous manifesterons pendant l'état d'urgence »,.
Le 28 février 2017, elle rejoint l'équipe de campagne de Benoît Hamon, candidat PS à l'élection présidentielle.
En 2019, Eva Joly rejoint la liste d'Europe Écologie Les Verts « Pour le climat » pour les élections européennes de 2019 en France. Elle figure en 78e et avant-dernière position de la liste.
Elle soutient Éric Piolle au premier tour de la primaire présidentielle de l'écologie de 2021, puis Yannick Jadot au second tour, tout en l'appelant à se « radicaliser », face à Sandrine Rousseau,.
Après 2015, elle rejoint l'Independent Commission for the Reform of International Corporate Taxation (ICRICT).

## Ouvrages
- Avec la collaboration de Laurent Beccaria, Notre affaire à tous, Paris, Les Arènes, 2000, 250 p. (ISBN 2-912485-18-5).
- (no) Korrupsjonsjeger : Fra Grünerløkka til Palais de Justice, Aschehoug, 2001 (ISBN 978-2-7028-4699-5).
- L'Abus de biens sociaux à l'épreuve de la pratique, Paris, éditions Economica, 2002, 492 p. (ISBN 2-7178-4389-2).
- Est-ce dans ce monde-là que nous voulons vivre ?, Paris, Les Arènes, 2003, 337 p. (ISBN 2-912485-48-7).
- (de) Im Auge des Zyklons, Riemann I. Bertelsmann Vlg, 2003  (ISBN 3-570-50051-9).
- La Force qui nous manque. Petit traité d'énergie et d'orgueil féminin (avec la collaboration de Judith Perrignon), témoignage, éds Les Arènes, Paris, 2007  (ISBN 2-35204-035-3).
- Des héros ordinaires (avec Maria Malagardis), éds Les Arènes, Paris, 2009  (ISBN 978-2-35204-085-9).
- Les Yeux de Lira, avec Judith Perrignon, mai 2011, éditions Les Arènes  (ISBN 978-2-35204-150-4).
- Sans tricher, 2 février 2012, éditions Les Arènes, collection Documents, 250 pages,  (ISBN 978-2-35204-181-8).
- Le loup dans la bergerie. Jean-Claude Juncker, l'homme des paradis fiscaux placé à la tête de l'Europe, Les Arènes, 2016.
- « Pour en finir avec l'impunité fiscale », Le Monde diplomatique,‎ juin 2016 (lire en ligne).
- French Uranium, avec Judith Perrignon, janvier 2017, éditions Les Arènes  (ISBN 978-2-35204-523-6).
- J'ai passé une nuit d'hiver dehors, 2024  (ISBN 9791037512826).

## Série radiophonique
- Eva Joly et Judith Perrignon (2020) Série French Uranium ; Mort d'un ministre, France Culture (Fictions / Samedi noir) Samedi 11 avril 2020
- Eva Joly et Judith Perrignon (2020) French Uranium ; Les dessous du Victoria Palace, France Culture (Fictions / Samedi noir) Samedi 18 avril 2020
- Eva Joly et Judith Perrignon (2020) French Uranium ; Dommages collatéraux, France Culture (Fictions / Samedi noir) Samedi 25 avril 2020

## Filmographie
L'affaire Elf a inspiré les auteurs de fictions :
- Les Prédateurs, téléfilm de Lucas Belvaux (2007)
Téléfilm en deux épisodes produit par Canal+, fiction sur l'affaire Elf, Nicole Garcia y joue le rôle d'Eva Joly. Eva Joly a « adoré ce film » qui « rend bien compte de ce qui s'est passé »[69].
- L'Ivresse du pouvoir, film de Claude Chabrol (2006)
le cinéaste Claude Chabrol s'est inspiré de l'affaire Elf et de la vie d'Eva Joly pour son film L'Ivresse du pouvoir. Eva Joly a critiqué le film comme « un petit théâtre de mœurs qui conforte chacun dans l'immobilisme », et souligné que dans la réalité, « des circuits financiers occultes d'une ampleur sans précédent en Europe ont été découverts. La justice a apporté la preuve de détournements massifs (jusqu'à 150 millions d'euros) par les dirigeants de la firme, en grande partie pour leur usage personnel. Elle a éclairé les citoyens sur les pratiques corruptrices entre les pays développés et ceux en voie de développement. » Elle a estimé que le film réduisait l'enquête à « une suite de clichés » et regretté que Claude Chabrol ait selon elle violé l'intimité de sa vie privée, ajoutant lors de la promotion du film « des détails sordides et erronés sur [sa] vie personnelle[70]. »

### Vidéographie
- [vidéo] BLAST, Le souffle de l'info, « Eva Joly : la juge qui a fait trembler les politiques et les grands patrons », sur YouTube, 27 septembre 2023.